# Lonzo Ball
Lonzo Anderson Ball (født d. 27. oktober 1997) er en amerikansk professionel basketballspiller, som spiller for NBA-holdet Chicago Bulls. 

## Baggrund
Lonzo er søn af forretningsmanden LaVar Ball. Hans to brødre LaMelo Ball og LiAngelo Ball er begge basketballspillere også.

## High school-karriere
Ball begyndte i 2012 på Chino Hills High School. Efter at hans to brødre kom på holdet senere, så dannede de her et af de bedste hold i high school-basketball nogensinde, som tiltrakte national medieopmærksomhed. I 2016 sæsonen vandt de hver eneste kamp i sæsonen, og vandt delstatsmesterskabet. Ball vandt i sæsonen Naismith Prep Player of the Year, som gives til den bedste high school spiller på landsplan.

## Collegekarriere
Ball spillede collegebasketball hos University of California, Los Angeles. Han imponerede i sin debutsæson, da han ledte hele landet i assists. Efter sæsonen meldte han sig til NBA draften.

## NBA-karriere

### Los Angeles Lakers
Ball blev draftet med det andet valg i 2017 draften af hans lokalhold, Los Angeles Lakers. Den 11. november 2017 blev han den yngste spiller i NBA nogensinde til at få en triple-double. Trods dette, så var hans første sæson i ligaen lidt skuffende, da han døjede med en skulderskade, og at hans skud ikke var særlig effektivt.
Hans anden sæson for Lakers var ikke meget bedre, da skader igen plagede ham. Han spillede som resultat kun 47 kampe i sæsonen, før at han i marts 2019 måtte opgive at spille igen i sæsonen.

### New Orleans Pelicans
Ball blev den 6. juli 2019 traded til New Orleans Pelicans som del af aftalen, som sendte Anthony Davis til Lakers. Ball havde en forbedring i New Orleans, da hans effektivitet voksede markant, især på trepointsskud, og i 2020-21 sæsonen scorede han 14,6 point per kamp, som var det bedste i hans karriere indtil videre.

### Chicago Bulls
Ball blev traded til Chicago Bulls den 8. august 2021. Efter kun 35 kampe, så måtte Ball udgå fra sæsonen som resultat af knæproblemer. Operationen og genoptræningen var dog ikke en succes, og i februar 2023 annoncerede Bulls, at han ikke ville spille i 2022-23 sæsonen. Efter en ny operation i marts 2023, så annoncerede Bulls, at det er usikkert om han ville komme til at spille i 2023-24 sæsonen, samt at der har været spekulationer, om han nogensinde kommer til at spille igen.